# 마정
마정(馬政)은 교통, 군사, 외교, 산업상의 필수로써, 말을 생산하고 관리·조달하는 일을 맡아 다스리는 것을 말한다.

## 한국의 마정
한국의 마필은 삼국이전시대부터 실시되어, 그 후 삼국을 거쳐 고려시대에 발달된 체제를 갖추게 되었다. 고려시대의 마정은 중앙에 마정사무를 관장하는 사복시(처음 대복시)·전목사를 두고 지방 각 목장에는 목감(牧監)과 노자(奴子) 및 간수군을 배치하여 운영토록 편성했으며 또 말사육 방법을 과학화하여 현종 16년(1025)과 의종 13년(1159)에는 획기적인 ‘축마우료식(畜馬牛料式)’을 규정하여 말 한 필의 사료를 말의 종류·성격과 계절((靑草節: 春夏秋期인 4~9월)·황초절(黃草節: 冬期인 1,2,3,10,11,12월))에 따라 마료의 품종과 양의 차를 두어 기르게 함으로써 고도의 생산기술을 갖추게 되었다.
우마료 결정 내용을 보면 마료는 패(稗)·두(豆)·전미(田米), 우료는 패(稗)·두(豆), 황초(黃草) 등이었으며, 그 중에서도 패(稗)와 두(豆)가 가장 중요한 사료가 되었다. 그리고 이러한 우마료를 양적인 면에서만 계산한다면 말 한 필이 평균 하루에 약 1두 5승 2합을 먹였다.
고려가 원(元)과 교섭을 갖게 되면서 원(元)은 일본정벌의 필요에서 충렬왕 2년(1276) 이후 탐라도(제주도)에 대규모적인 몽고식 목장을 건설하고, 몽고말과 그 사육전문가인 목호(牧胡)를 보내와서 본격적인 방목을 함으로써 그 영향을 받아 공민왕 16년(1367)경부터 종래 말 생산에 종사하였던 노자의 직책과 명칭이 목자로 개칭되기 시작하여 새 전기를 마련하게 하였다. 그러나 이로 말미암아 원(元), 명(明)과 같은 나라의 끝없는 징마요구(徵馬要求)에 부딪혀 원에는 약 20회에 걸쳐 수만의 우마와 수십만석의 사료를 보내었고 고려말 명(明)에는 35회에 걸쳐 약 3만필의 말을 보내 마정은 원(元)·명(明) 양국과의 관계 정상화에 기여하였던 것인데 조선시대에 이르러 더욱 외교상 중요한 위치를 차지하게 되었던 것이다.
조선시대의 마정은 고려말 8필의 준마를 타고 원(元)의 나하치와 홍건적, 왜구를 격퇴하고 위화도 회군으로써 새 왕조를 개창한 이성계에 의해 처음 실시되었다. 그러나 그 후의 역대 통치자들은 말이 군사상의 군마, 교통상의 역마, 외교상의 교역품, 농업경작용으로 크게 이용될 뿐만 아니라 말고기가 식용으로써, 그리고 말갈기·말꼬리는 갓 또는 관모로써, 말가죽은 가죽신 등 일용품으로, 말힘줄은 활 제조용으로 널리 공금됨으로써 마정의 중요성을 한결같이 강조하여 ‘나라의 중요한 것은 군사요, 군사의 소중한 것은 말입니다(태종실록, 권60)’라고 하였으며 또는 ‘나라의 마정은 중대한 일’(중종실록, 권76)이라고 박았는가 하면, 심지어는 ‘나라의 강약은 말에 달려 있으므로 임금의 부를 물으면 말을 세어서 대답한다(증보문헌비고, 권125)’고까지 하여 마정에 진력하게 되어 중앙, 지방의 마정기구를 갖추게 되었다.